# میخایلوواتس (سمدروو)
میخایلوواتس (به صربی: Mihajlovac) یک منطقهٔ مسکونی در صربستان است که در اسمدرفو واقع شده‌است. میخایلوواتس ۲٬۶۷۴ نفر جمعیت دارد و ۹۹ متر بالاتر از سطح دریا واقع شده‌است.